# Erich Seidel (Künstler)
Erich Seidel (* 4. August 1895 in Plauen; † 17. April 1984 in Konstanz-Wallhausen) war ein deutscher Maler, Zeichner und Bildhauer. Sein künstlerisches Werk umfasst Landschaften und Stillleben.

## Leben
Erich Seidel wurde in Plauen als Sohn eines Maschinenstickers geboren. Schon in jungen Jahren musste er bei der Arbeit seines Vaters helfen. Diese Tätigkeit prägte ihn nachhaltig, da er durch den Umgang mit Mustern und Farben früh einen Formen- und Farbensinn entwickelte. Von 1910 bis 1915 studierte er am Lehrerseminar in Plauen, bevor er von 1915 bis 1918 am Ersten Weltkrieg teilnahm. Während des Krieges dokumentierte er seine Eindrücke und Erlebnisse in zahlreichen Zeichnungen.
Ab 1920 war er als Lehrer an der Volks-Gewerbeschule und Hauptschule in Rabenau bei Dresden tätig. Parallel dazu arbeitete er autodidaktisch als Maler, Zeichner und Bildhauer. 1932 heiratete er die Tänzerin Ilse Dreßler. Im Jahr 1943 fand seine erste Einzelausstellung in der Galerie Kühl in Dresden statt.
Nach dem Ende des Zweiten Weltkriegs war Seidel von 1945 bis 1950 in Rabenau als freischaffender Maler tätig. 1950 erhielt er eine Berufung als Lektor für Zeichnen und Technologie der Bildenden Künste an der Humboldt-Universität in Berlin. In seinen Vorlesungen und Übungen stellte er sich gegen die Alleinberechtigung realistischer Kunst und kritisierte die Doktrin des sozialistischen Realismus. Aufgrund dieser Haltung geriet er zunehmend in das Visier der DDR-Behörden, wurde bespitzelt und kritisiert. Der wachsende ideologische Druck während des Kalten Krieges und die Einschränkungen in der freien Ausübung seiner Kunst veranlassten ihn 1956 zur Übersiedlung in die Bundesrepublik Deutschland.
Zunächst ließ sich Seidel in Oberhausen nieder, bevor er 1960 nach Wallhausen bei Konstanz zog. Dort lebte und arbeitete er bis zu seinem Tod im Jahr 1984. Ein bedeutender Teil seines künstlerischen Werks entstand in diesen letzten 24 Jahren seines Lebens.
Seidel war Mitglied der Künstlergilde Esslingen.

## Künstlerisches Schaffen
Erich Seidel widmete sich in seinem künstlerischen Schaffen vor allem der Darstellung von Menschen. Neben Landschaften und Stillleben blieb der Mensch das zentrale Motiv seiner Arbeit.
Charakteristisch für Seidels Figurenwahl sind Gestalten, die sich dem bürgerlichen Alltag entziehen – Tänzer, Schauspieler, Dichter, Theater- und Museumsbesucher oder Personen in Parklandschaften. Seine Figuren sind häufig auf einen anonymen Typus reduziert, wodurch sie universell oder überzeitlich wirken. In Seidels Darstellungen von Menschen sind Gestik und Mimik stark reduziert. Anstelle eines klaren Ausdrucks bleibt lediglich eine Andeutung bestehen. Die Gesichter der Figuren sind bis zur Unkenntlichkeit vereinfacht und ihre Körper oft auf eine schattenhafte Darstellung zurückgeführt.
Ein bedeutender Auftrag Seidels war ein Altar-Triptychon für die Kirche in Auerbach im Erzgebirge. Durch diese Arbeit wurde der Kunsthistoriker Richard Hamann auf Seidel aufmerksam und holte ihn 1950 als Lektor an die Humboldt-Universität in Berlin.
Seidels Frühwerk ist geprägt von einer bevorzugt geometrischen Ordnung, die an Cézanne erinnert und durch betont gegeneinander gesetzte Farbflächen strukturiert ist. Die Werke zeichnen sich durch flächenbezogene Kompositionen aus, in denen geometrische Elemente eine zentrale Rolle spielen. Im Laufe der Zeit entwickelte sich sein Stil weiter, wobei die Formen von Seidel zunehmend aufgelöst wurden. In seinem Spätwerk wurde Seidel abstrakter, ohne jedoch gänzlich gegenstandslos zu werden. Seine Figuren tauchen oft nur noch schemenhaft auf, verlieren aber nie ihre menschliche Präsenz.
Später wandte er sich verstärkt der Ölpinselzeichnung auf Papier zu. Dabei verdünnte er die Ölfarbe stark, sodass eine tuscheähnliche Flüssigkeit entstand, die sich schnell und leicht auftragen ließ, jedoch weiterhin den Glanz und die Charakteristik der Lasurtechnik bewahrte. Durch diese Lasurtechnik entstanden subtile Farbaufstufungen und mehrdeutige Färbungen in seinen Werken.

## Ausstellungen (unvollständig)
- 1943: Galerie Kühl in Dresden
- 1947: Sonderausstellung im Stadt- und Bergbaumuseum Freiberg
- 1948: Freiberg, Stadt- und Bergbaumuseum („3. Ausstellung Erzgebirgischer Künstler“)[5]
- 1950: Galerie Hanning in Halle
- 1967: Galerie Bürdecke in Zürich
- 1970: Städtische Wessenberg-Galerie in Konstanz
- 1975: Städtische Galerie „Fauler Pelz“ in Überlingen
- 1976: Kunstverein Konstanz
- 1977: Galerie Dorsch in Berlin
- 1983 und 1987: Galerie Vayhinger in Radolfzell
- 1984: Städtische Galerie „Fauler Pelz“ in Überlingen
- 1988: Gedächtnisausstellung in der Baukunst Galerie in Köln (zusammen mit Joseph Jaekel und Richard Pietzsch) in der Galerie Abercon in München
- 1995: Städtische Wessenberg-Galerie in Konstanz
- 1997: Villa Bosch in Radolfzell
- 2025: Deutsches Stuhlbaumuseum[6]

Seit 1960 war er an zahlreichen in- und ausländischen Gruppenausstellungen beteiligt.

## Werke (Auswahl)
- Badende, o. J., Öl auf Leinwand, 71,3 × 46,5 cm, Städtische Wessenberg-Galerie Konstanz
- Bildnis Gottfried Erfurth, 1981, Ölpinselzeichnung auf Karton, 40 × 31,7 cm, Städtische Wessenberg-Galerie Konstanz
- Im Hafen von Antibes, 1963, Öl auf Hartfaserplatte, 45 × 60 cm, Städtische Wessenberg-Galerie Konstanz
- Junge Schauspielerin, 1961, Ölpinselzeichnung auf Papier, 48 × 36 cm, Städtische Wessenberg-Galerie Konstanz
- Bildnis Ulrike Ottinger, 1961, Tuschpinsel auf Papier, 47,8 × 39,8 cm, Städtische Wessenberg-Galerie Konstanz
- Drei Badende, 1970, Kugelschreiber und Ölpinselzeichnung auf Papier, 13 × 7,4 cm, Städtische Wessenberg-Galerie Konstanz

## Weblink
- erich-seidel.de Alles zu Leben und Werk von Erich Seidel